# 中京大学の人物一覧
中京大学の人物一覧（ちゅうきょうだいがくのじんぶついちらん）は、中京大学に関係する人物の一覧記事。

項目ごとに50音順。

## 著名な教職員
- 小川和也 (文学部) - 歴史学者
- 明木茂夫（国際教養学部教授） - 中国文学、中国のUFO研究
- 大内裕和（国際教養学部）- 社会学者、教育学者
- 風間孝（国際教養学部）- 社会学者
- 佐道明広（総合政策学部教授）- 国際政治学者、歴史学者
- 辻井正次（現代社会学部教授）- 心理学者
- 土井崇弘（法学部教授） - 法学者・法哲学
- 中村努（教養教育研究院）-経済地理学
- ましこ・ひでのり（国際教養学部教授） - 言語社会学者・少数民族論
- 松田茂樹（現代社会学部教授）- 家族社会学者
- 馬部隆弘（文学部歴史文化学科教授）-歴史学者
- 湯浅景元（スポーツ体育学部教授）- スポーツ指導者

### 主な元教員
- 浅野豊美（元 国際教養学部教授、現［早稲田大学］政治経済学術院教授）
- 齋藤兼吉（体育学部初代学部長、体育学者） - 元陸上競技・競泳選手、1920年アントワープ五輪代表
- 中山彰規（元 体育学部教授） - 元体操選手、1968年メキシコシティ・1972年ミュンヘン五輪金メダリスト
- 中山俊丈（元 硬式野球部コーチ） - 元中日ドラゴンズ
- 室伏重信（元 体育学部教授） - ハンマー投の元日本記録保持者

## 著名な在校生
- 後藤亜由美 - フィギュアスケート選手
- 堀島行真 - モーグル選手
- 本郷理華 - フィギュアスケート選手

## 著名な出身者

### 政治
国政
- 片岡武司 - 元衆議院議員、元自治政務次官
- 神田憲次 - 衆議院議員、財務副大臣、税理士
- 山崎正恭 - 衆議院議員、元高知県議会議員
- 前畑幸子 - 元参議院議員、税理士
- 水野孝一 - 参議院議員

地方政治　県政
- 金子政則 - 岐阜県八百津町長

地方政治　市政
- 亀井利克 - 三重県名張市長（1973年度体育学部卒）[1][2]
- 石井明三 - 京都府京田辺市長
- 入江嘉則 - 広島県神石高原町長
- 寺本眞一 - 元和歌山県那智勝浦町長
- 野村誠 - 元岐阜県下呂市長
- 尾藤義昭 - 元岐阜県関市長

### 経済
- 中村浩一 - 実業家、芸能プロモーター
- 土方清 - 元サークルKサンクス（現ファミリーマート）社長、元日本フランチャイズチェーン協会会長

### 学術
- 大城純男 - 札幌大学教授
- 加藤孝男 - 東海学園大学教授、歌人
- 三枝有 - 信州大学教授
- 白石安男 - 東京理科大学准教授、古武術研究家
- 中川純 - 東京経済大学教授
- 二宮浩彰 - 同志社大学教授
- 森谷敏夫 - 京都大学名誉教授

### 文化
- 青山美智子 - 小説家
- 岡伸晃 - 放送作家
- 麻枝准 - シナリオライター・創作家・作詞家・作曲家
- 井上ねこ - 小説家
- 内田弘樹 - 小説家
- さくら剛 - 小説家　※中退
- 十市社 - 小説家
- 梅村正昭 - 僧侶

### 芸能
- 敦士 - モデル、タレント
- 筏井かなえ - 声優
- 石川真 - 俳優
- 伊藤秀志 - 歌手、タレント
- 伊藤敏八 - 俳優
- 海蔵亮太 - 歌手
- 烏丸せつこ - 女優
- 小西博之 - 俳優
- すやまとしお - シンガーソングライター、タレント
- 多田木亮佑 - 俳優
- 川村茉由 - モデル、ラジオパーソナリティ
- 近藤笑菜 - 女優
- フィフィ - タレント
- マシータ - 本名：山下博史ミュージシャン　BEAT CRUSADERS　のメンバー
- 三浦和人・中川敏一 - 歌手（元デュオグループの雅夢）
- 浅井優（お笑い芸人、山田カントリー）

### アナウンサー
- 岡本桃香 - 山梨放送→フリ－アナウンサー
- 加藤愛 - 石川テレビ放送→CBCテレビアナウンサー
- 上山真未 - 東海テレビ放送アナウンサー
- 北尾博伸 - 和歌山放送アナウンサー
- 倉地恵利 - 文学部卒。 福井テレビジョン放送アナウンサー（元ホリプロ所属のタレント）
- 小坂知里 - 瀬戸内海放送→石川テレビ放送アナウンサー
- 佐藤栄見子 - 長野朝日放送→フリーアナウンサー
- 大石悠貴 - 新潟テレビ21（UX）アナウンサー

### スポーツ

#### 陸上競技
- 青戸慎司 - 男子100m元日本記録保持者　バルセロナ五輪4x100mリレー6位　長野五輪4人乗りボブスレー16位　日本人男子初夏冬五輪出場
- 綾真澄 - ハンマー投元日本記録保持者
- 市川華菜 - 短距離走選手、2012年ロンドン五輪代表
- 川崎清貴 - 円盤投、日本選手権6回優勝
- 鈴木久嗣 - 1992年バルセロナオリンピック　400mリレーファイナリスト
- 高橋卓巳 - 棒高跳元日本記録保持者 バンコクアジア大会・ニューデリーアジア大会金メダリスト
- 土井宏昭 - ハンマー投 釜山アジア大会銀メダリスト
- 中田有紀 - 七種競技 アテネ五輪出場
- 原晋 - 元長距離走選手、現青山学院大学陸上競技部監督・青山学院大学教授、タレント・コメンテーター・評論家
- 室伏広治 - ハンマー投、2004年アテネオリンピック金メダル、2012年ロンドンオリンピック銅メダル
- 室伏由佳 - ハンマー投、円盤投、2006年アジア競技大会銅メダル
- 山本聖途 - 棒高跳選手、ロンドン五輪代表
- 湯上剛輝 - 円盤投世界ろう記録保持者、アジア競技大会代表

#### スケート
- 安藤美姫 - 元フィギュアスケート選手、2006年・2010年バンクーバー五輪日本代表、2007年・2011年世界選手権優勝
- 宇野昌磨（中退）- フィギュアスケート選手（トヨタ自動車）、2018年平昌五輪銀メダル
- 加藤美佳 - 元ショートトラックスピードスケート選手、1980年・1981年・1982年全日本ショートトラックスピードスケート選手権大会優勝
- 小塚崇彦 - 元フィギュアスケート選手、2010年バンクーバー五輪代表（トヨタ自動車）
- 勅使川原郁恵 - ショートトラックスピードスケート選手、2006年トリノ五輪代表
- 寺尾悟 （社会学部卒）- ショートトラックスピードスケート選手、トリノ五輪代表
- 樋口美穂子 - 元フィギュアスケート選手、コーチ兼振付師
- 浅田舞 - 元フィギュアスケート選手、タレント
- 浅田真央 - 元フィギュアスケート選手、2010年バンクーバー五輪銀メダル、2014年ソチ五輪代表、2008年・2010年・2014年世界選手権優勝
- 無良崇人 - 元フィギュアスケート選手、2014年四大陸フィギュアスケート選手権優勝
- 村上佳菜子 - 元フィギュアスケート選手、2014年ソチ五輪日本代表
- 山本草太 - フィギュアスケート選手

#### 水泳
齋藤彰俊
- 浅野典子 - 競泳選手、1972年ミュンヘンオリンピック日本代表
- 江坂君子 - 競泳選手、1960年ローマオリンピック・1964年東京オリンピック日本代表。
- 川本武史 - 競泳選手、2020年東京オリンピック日本代表
- 木村真野・紗野 - アーティスティックスイミング選手
- 小西杏奈 - 競泳選手、2020年東京オリンピック日本代表
- 坂本弘 - 競泳選手、1980年モスクワ・84年ロス日本代表
- 相馬あい - 競泳選手、2023年世界水泳選手権日本代表
- 冨田尚弥 - 競泳選手
- 松田丈志 - 競泳選手、アテネ・北京・ロンドン・リオ五輪日本代表、北京・ロンドン男子200mバタフライ銅メダリスト、ロンドン男子400mメドレーリレー銀メダリスト、リオ男子800mリレー銅メダリスト
- 松村亜矢子 - アーティスティックスイミング選手、北京五輪日本代表
- 高橋美紀 - 競泳選手

#### 野球
- 穴吹育大 - 読売コーチ
- 阿部憲一 - 元ロッテ
- 生田啓一 - 元ヤクルト
- 伊藤稜 - 阪神
- 榎本直樹 - 元ヤクルト
- 大島忠一 - 元阪神
- 小川敏明 - 元中日　※中退
- 木俣達彦 - 元中日　※中退
- 笠原優子 - 女子野球選手
- 栽弘義 - 元沖縄水産高校教諭、野球部監督
- 澤井廉 - ヤクルト
- 高橋俊春 - 元広島
- 竹本修 - 元オリックス
- 林勝 - 元能登川高校・滋賀県立長浜高校・八幡商業高校野球部監督　※中退
- 早瀬方禧 - 元広島
- 深田拓也 - 元読売
- 深町亮介 - 元読売
- 宮本四郎 - 元大洋
- 武藤好貴 - 元楽天
- 柳川福三 - 元中日

#### バスケットボール
- 宇原千晶 - 元三菱電機コアラーズ
- 浦野泰斗 - 富山グラウジーズ
- 林瑛司 - ファイティングイーグルス名古屋
- 松藤貴秋 - 元豊田通商
- 松藤光生 - 元豊田通商

#### バレーボール
以下、どちらの分類も加入順
 現役選手 
- 高田茉優（イビデンレグルス）
- 藪田美穂子（トヨタ車体クインシーズ）
- 髙相みな実（PFUブルーキャッツ）
- 田中咲希（ヴィクトリーナ姫路）
- 山田滉太（北海道イエロースターズ）
- 永澤詩音（KUROBEアクアフェアリーズ富山）
- 難波宏治（VC長野トライデンツ）
- 堀迫雅（埼玉上尾メディックス）

 引退選手・指導者・関係者 
- 飯田高子（モントリオールオリンピック金メダリスト）
- 都築有美子
- 竹田沙希
- 森田結香
- 川島里華
- 蓑輪貴幸
- 林有美
- 小西愛衣

#### 自転車競技
- 井狩吉雄 - 競輪選手
- 斎藤勝也 - 元競輪選手、1960年ローマオリンピック出場
- 大門宏 - 元トラック & ロードレース選手、1992年バルセロナオリンピック出場
- 辻昌憲 - 元自転車競技選手、1964年東京オリンピック出場　日本航空123便墜落事故の犠牲者
- 筒井裕哉 - 中退。競輪選手
- 中根英登 - 自転車競技選手
- 渡辺孝夫 - 元競輪選手
- 和田見里美 - トラック & ロードレース選手、2008年北京オリンピック出場

#### ラグビー
- 桑井亜乃 - 女子ラグビー選手
- 西川大輔 - ラグビー選手
- 星野玄太 - ラグビー選手
- 蜂谷元紹 - ラグビー選手
- 日比野壮大 - ラグビー選手
- 藤本麻依子 - ラグビー選手

#### ハンドボール
- 酒巻清治 - 元ハンドボール選手、元ハンドボール全日本男子代表監督
- 服部秀人 - 元ハンドボール選手

#### 体操
- 笠松茂 - 元体操選手
- 黒田真由 - 元体操選手
- 竹中美穂 - 元体操選手
- 寺本明日香 - 体操選手

#### 卓球
- 海津富美代 - 元卓球選手
- 小和田敏子 - 卓球選手

#### テニス
- 有本尚紀 - プロテニス選手
- 木口利充 - 元ソフトテニス選手、ソフトテニス指導者

#### スキー
- 伊藤みき - 元モーグル選手、2006年トリノ・2010年バンクーバー五輪代表
- 堀島行真 - モーグル選手、2018年平昌五輪代表

#### 格闘技
- 纐纈卓真 - 空手家、極真空手世界大会3連覇
- 田中恒成 - プロボクサー、第16代WBO世界ミニマム級王者
- トミー青山 - 元女子プロレスラー　※中退

#### その他スポーツ
- 上西博昭 - プロゴルファー
- 小野寺佳歩 - カーリング選手、ソチオリンピック日本代表
- 伊藤幸子 - ソフトボール選手、北京オリンピック金メダリスト
- 西尾麻美 - プロスカッシュ選手
- 長浜博之 - 競馬 JRA調教師
- 吉本政美 - 剣道家（教士八段）